# Hipótesis criolla del inglés medio
La hipótesis criolla del inglés medio es el concepto de que el inglés es una lengua criolla, típicamente un idioma que se desarrolló a partir de un pidgin. Las grandes diferencias entre el inglés antiguo y el inglés medio han llevado a algunos lingüistas históricos a afirmar que el idioma se criollizó alrededor del siglo XI, durante la conquista normanda de Inglaterra .

## Historia

Se estima que solo el 26% de las palabras en inglés son de origen germánico. Sin embargo, estas incluyen el vocabulario básico y las palabras más utilizadas en el idioma.

La teoría fue propuesta por primera vez en 1977 por C. Bailey y K. Maroldt y ha encontrado tanto partidarios como detractores en el mundo académico. Las diferentes versiones de la hipótesis se refieren a la criollización por contacto entre el inglés antiguo y el francés normando, entre el inglés antiguo y el nórdico antiguo o incluso la interacción entre el britónico común y el inglés; sin embargo, la evidencia que respalda la influencia de las lenguas celtas en el inglés se ve obstaculizada por la falta de fuentes escritas.
El argumento a favor de la hipótesis criolla del inglés medio proviene de la reducción extrema de las formas flexionadas del inglés antiguo al inglés medio. La declinación de los sustantivos se simplificó y analizó radicalmente. El sistema de verbos también perdió muchos viejos patrones de conjugación. Muchos sistemas verbales se volvieron a analizar como verbos débiles. El modo subjuntivo se volvió mucho menos distinto. La sintaxis también se simplificó un poco, y el orden de las palabras se volvió más rígido. Esas simplificaciones gramaticales se asemejan a las observadas en pidgins, en lenguas criollas y en otras lenguas de contacto, que surgen cuando los hablantes de diferentes idiomas necesitan comunicarse. Dichos idiomas de contacto generalmente carecen de las inflexiones de cualquiera de los idiomas principales o los simplifican drásticamente.

## Refutación
La hipótesis criolla del inglés medio ha sido rechazada por múltiples investigadores. Sarah Thomason y Terrence Kaufman presentaron una refutación completa. Consideran el caso de la criollización con nórdico antiguo o con un dialecto francés, pero concluyen que en ambos casos las influencias observadas pueden explicarse mejor a través de préstamos moderados. Señalan específicamente que las supuestas influencias en la morfología y en la sintaxis son los resultados a largo plazo de procesos internos que comenzaron en el inglés antes del período pertinente, y que el período más importante de préstamo de vocabulario francés ocurrió después de que la mayoría de las élites dejaran de hablar ese idioma. También señalan que una serie de innovaciones en inglés durante este período también se ven en otros idiomas germánicos, lo que sugiere que unas tendencias histórico-lingüísticas más amplias estaban influyendo en el idioma.
Otro argumento clave en contra de la hipótesis criolla es que el inglés conserva un alto número (283) de verbos irregulares, al igual que otras lenguas germánicas, un rasgo lingüístico que suele ser el primero en desaparecer en idiomas criollos y en pidgins.